# Acer komarovii
Acer komarovii — вид квіткових рослин із роду клен (Acer).

## Морфологічна характеристика
Це однодомне дерево до 5 метрів заввишки. Кора гладка. Гілочки дуже тонкі, голі. Листки опадні: листкові ніжки лілові, 5–7 см завдовжки; листові пластинки знизу блідо-зелені й рудувато запушені в пазухах, зверху голі, трикутно-яйцюваті, 6–10 × 6–8 см, 5-лопатеві, рідше 3-лопатеві; середня частка яйцеподібна, верхівка загострена; бічні частки трикутно-яйцеподібні; базальні частки яйцеподібні, верхівка тупа. Суцвіття китицеподібне, 5–7(10)-квіткове. Чашолистків 5, яйцювато-видовжені. Пелюсток 5, зворотно-яйцювато-довгасті, трохи довші за чашолистки. Тичинок 8. Горішки плоскі, гладкі, ~ 8 × 5 мм; крило з горішком 2–2.5 × 1–1.2 см, крила тупо розпростерті. Період цвітіння: травень; період плодоношення: вересень.

## Середовище проживання
Ареал: Китай (Ляонін, Цзілінь), Корея, Росія (Примор'я). Росте в змішаних альпійських і гірських лісах на висотах від 300 до 1500 метрів.

## Використання
Вид має певну декоративну цінність.